# Zibbz
Gli Zibbz, talvolta stilizzati come ZiBBZ, sono un duo musicale svizzero composto dai fratelli Corinne e Stefan Gfeller, originari di Zurigo e attivi a Los Angeles.
Hanno rappresentato la Svizzera all'Eurovision Song Contest 2018 con il brano Stones, non riuscendo a qualificarsi per la serata finale.

## Carriera
Il 9 gennaio 2018, i Zibbz sono stati confermati come partecipanti al Die Entscheidungsshow 2018, il format per la ricerca del rappresentante svizzero all'Eurovision Song Contest 2018 con il brano Stones. Il brano è stato composto dal duo in collaborazione con la canadese Laurell Barker, durante le sessioni di stesura dei brani organizzate per Die Entscheidungsshow. Durante la serata del 4 febbraio 2018, il duo ha vinto sia il voto delle giurie che quello del pubblico ottenendo 153 punti totali, guadagnandosi il diritto di rappresentare la Svizzera all'Eurovision Song Contest 2018, a Lisbona.
Il duo si è esibito nella prima semifinale della manifestazione, mancando la qualificazione alla finale, classificandosi tredicesimi con 86 punti.

## Membri
- Corinne "Co" Gfeller – voce, produzione
- Stefan "Stee" Gfeller – percussioni, coro, produzione

## Discografia

### Album
- 2013 - Ready? Go!
- 2017 - It Takes a Village

### Singoli
- 2011 - Www.Ahh!
- 2012 - One Shot
- 2013 - Wake Up!
- 2013 - Neonlights
- 2014 - Dynamite Blonde
- 2014 - Undone
- 2017 - Run
- 2018 - Stones
- 2018 - Rich
- 2019 - Citylights